# 브리초스 - 아 플로레스타 에 노사
《브리초스 - 아 플로레스타 에 노사》(브라질 포르투갈어: Brichos - A Floresta É Nossa)은 브라질에서 제작된 파울루 무뇨즈 감독의 2012년 애니메이션 영화이다. 2007년작 《브리초스》의 속편이다.

## 출연진
- 파울루 무뇨즈 - 탈레스
- 르네 리옹 - 자이르지뉴
- 바데쿠 스체티니 - 반데이라
- 파비울라 나시멘투 - 뒤몽진뉴
- 마르셀루 타스 - 미스터 버드스트로이
- 미셸 푸치 - 판디냐
- 안토니우 아부잠라 - 알 코르코바
- 안드레 아부잠라 - 라탕
- 엘리우 바르보자 - 샘 볼드이글
- 웰링턴 웰라 - 재규어
- 에네아스 루르 - 루비넬슨
- 마우루 자나타 - P. 뒤몽
- 레지나 보게 - 마담 이시스
- 레티시아 레이테 - 마야